# Phelim Caoch O'Neill
Phelim Caoch O'Neill (Irlandais: Feidhlimidh Caoch Ó Néill) (né en 1517 mort début 1542) fut un prince du  Cenél nEógain.

## Biographie
Phelim Caoch. est le fils ainé de Conn Bacach O'Neill, roi de Tir Éogain et de sa première épouse Alice Fitzgerald, fille de  Gérald FitzGerald, 8e comte de Kildare. Les grands pères paternel et maternel de Phelim était parmi les plus puissants seigneurs de l'Irlande au début du XVIe siècle. Phelim est élevé dans la partie la plus gaëlique des domaines de son père où se trouve sa principale résidence le château de  Dungannon, dans l'actuel comté de Tyrone, et il est considéré  comme l'héritier présomptif ou tanaiste car à l'époque de sa naissance le chef du clan Uí Néill est son oncle Art Óg Ó Néill.
En 1519 son père assume le titre d' « Uí Néill » et devient roi de Tir Éogain la principale des seigneuries contrôlées par la famille O'Neill qui se considérait traditionnellement comme Rí (roi) provincial d'Ulster . Phelim a grandi en apprenant la diplomatie et l'art et les règles et de la guerre dans l'Ulster gaëlique. Il  participe à l'administration du  royaume de son père, y compris pendant une période comme otage auprès du Lord Deputy d'Irlande peu de temps avant sa mort. Il effectue vraisemblablement des raids 
menés contre les seigneurs voisins pour leur dérober leur bétail, rite quasi initiatique pour les  jeunes nobles
du XVIe siècle surtout dans l'Ulster, le bétail étant l'élément principal de la richesse.

## Conflit et meurtre
Un ancien conflit entre son père et MacDonnell, le chef d'un sept de Galloglass, va lui couter la vie. Selon l'entrée qui relève sa mort dans les Annales des quatre maîtres, au début de  1542 « le fils de Ó Néill (Phelim Caoch , fils de Conn, fils de Conn) est tué d'un jet de javelot  par  MacDonnell Gallowglagh »  Ce meurtre est lié à une vieille querelle entre son père et Gillespic MacDonnell, le principal commandant des Galloglass. Le meurtre de Phelim Caoch intervient dans les mois qui précèdent la soumission de son père à  Henri VIII d'Angleterre le 1er octobre 1542. Après le meurtre de  Phelim Caoch les Galloglas de Gillespic MacDonnell se rallient au parti de Mathew (Feardorcha) O'Neill et deviennent de fervents partisans de la politique anglaise.

## Conséquences
Après la mort de Phelim, Conn Bacach ne désigne pas de nouveau tanaiste et sacrifiant les intêrets de son jeune fils légitime nommé Shane, qui était âgé de 6/7 années mais aussi de Niall Connallach l'héritier d'Art Óg Ó Néill, il décide de choisir comme héritier présomptif un fils illégitime de 16 ans nommé Matthew, connu sous le nom gaëlique de Feardorcha que lui avait donné sa maitresse Alison Kelly, l'épouse d'un forgeron de Dundalk. Lorsque Conn se rend en Angleterre en 1542 faire sa soumission à  Henri VIII nouveau roi d'Irlande qui dans le cadre du processus de renonciation et restitution lui accorde le titre de 1er « Comte de Tyrone », Matthew est fait 1er « Baron de Dungannon » et désigné comme héritier présomptif de Conn conformément à la loi anglaise au détriment de ses fils Shane, Conn Óg ainsi que de Turlough le fils de Phelim Caoch 
Cette nomination générera une guerre civile et le meurtre en 1558 de Matthew O'Neill par les partisans de Shane

## Union et postérité
Phelim avait épousé Honora O'Neill, fille de Phelim O'Neill d'Edenduffcarrick en Clanaboy. Ils ont un fils nommé Turlough Brassileagh O'Neill. Le surnom de ce dernier est lié au clan Brassill du sud de l'Ulster chez qui il a été élevé en fosterage .

## Source de la traduction
- (en) Cet article est partiellement ou en totalité issu de l’article de Wikipédia en anglais intitulé « Phelim Caoch O'Neill » (voir la liste des auteurs).